# 나카이부리역
나카이부리역(일본어: 中飯降駅, なかいぶりえき)은 일본 와카야마현 이토군 가쓰라기정에 있는 서일본 여객철도의 철도역이다.

## 역 구조
1면 1선 구조의 지상역으로, 정류소로 취급되고 있다. 역 업무는 하시모토 역에서 대신 하고 있다.

## 역사
- 1957년 5월 1일 - 일본국유철도 와카야마 선 고야구치 ~ 묘지 사이에 개업.
- 1987년 4월 1일 - 민영화에 따라 서일본 여객철도의 소속이 되었다.

## 인접역
| 서일본 여객철도 와카야마 선 | 서일본 여객철도 와카야마 선 | 서일본 여객철도 와카야마 선 |
| --------------------------- | --------------------------- | --------------------------- |
| 고야구치 오지 방면          | ■ 와카야마 선               | 묘지 와카야마 방면          |